# Israël Sarug
Israël Sarug (ou Saruk), de son nom complet Israël Sarug Ashkenazi, est un kabbaliste juif, né dans la seconde moitié du XVIe siècle, mort dans le premier tiers du XVIIe siècle. C’est l’un des principaux diffuseurs de la kabbale lourianique eu Europe, au tournant du XVIe et du XVIIe siècle.

## Sa vie
Élève d’Isaac Louria (1534-1572), puis de Joseph Ibn Tabul (1545-1610), à l’école kabbalistique de Safed, en Galilée, il écrit un ouvrage intitulé Limoudé Atsilout (Les Études de l’émanation), dans lequel il expose les théories lourianiques. Israël Sarug part pour l’Italie vers 1590. C’est un maître itinérant qui passe d’une école kabbalistique à une autre, pour y délivrer son enseignement. Il a notamment pour élève Menahem Azariah da Fano, à l’école de Mantoue.
Israël Sarug voyage en Bohême et en Pologne à fin du XVIe siècle. Il a pour élève Shabbetaï Sheftel Horowitz à l’école de Prague. Puis Sarug part pour Amsterdam, au début du XVIIe siècle, où il a pour élève Abraham Cohen de Herrera. 

## Son œuvre
Grand commentateur des théories d'Isaac Louria, Israël Sarug laisse apparaître des thèmes originaux : « la jubilation originaire et solitaire du En Sof, les vibrations intérieures qu’elle provoque et qui engendrent les lettres créatrices, le vêtement divin qu’elles composent ensuite en se rassemblant », observe Charles Mopsik.
Son influence est considérable. Dans la première moitié du XVIIe siècle, la plupart des ouvrages consacrés à la kabbale lourianique « portent le cachet de Sarug », remarque Gershom Scholem. 
L’ouvrage de Shabbetaï Horowitz, intitulé Shef Tal, édité à Prague en 1612, s’appuie principalement sur Les Études de l'émanation de Sarug pour exposer la théorie lourianique.
Joseph Delmedigo publie un condensé des Études de l'émanation, sous le titre Kabbalah, dans son ouvrage Mazref la-Hokmah, édité à Bâle en 1629.
Naphtali Bacharach se fonde également sur l'enseignement de Sarug. Il reproduit presque entièrement Les Études de l'émanation  dans son traité Emek ha-Melekh (La Vallée des rois), édité à Amsterdam en 1648. Cependant des ouvrages de Haïm Vital, un autre disciple d’Isaac Louria, circulent alors en Europe, notamment Sha'ar Ha'Gilgulim (La Porte des révolutions). Vital acquiert un prestige plus grand que Sarug auprès des kabbalistes.
Scholem note que « Bacharach prétend titrer son enseignement des livres de Haïm Vital, bien que d’importants chapitres de sa doctrine, comme son interprétation du tsimtsoum et tout ce que cela implique, soient complètement étranger à l’œuvre de Vital». La fusion des deux traditions lourianiques – la première issue de Joseph Ibn Tabul, via Israël Sarug, la seconde issue de Haïm Vital – s’opère dans l’œuvre de Naphtali Bacharach, observe Scholem.
Abraham Cohen de Herrera donne également à l’enseignement de Sarug une vaste audience dans son traité, Le Portail des cieux, édité à Amsterdam en 1655.
Outre les Limoudé Atsilout (édité dans sa version originale à Jérusalem en 1897), Israël Sarug a laissé Hanhagot Yosher, un traité sur l’ascèse (édité à Salonique, 1752) et Ḳonṭres Ne'im Zemirot Yisrael, un autre commentaire de l’enseignement d’Isaac Louria.

## liens externes
Pour une collection de manuscrits tricotés d'Israël, voir le site Web Ktiv - Bibliothèque nationale d'Israël